# Mistrzostwa Europy w Lekkoatletyce 1934 – skok o tyczce mężczyzn
Konkurs skoku o tyczce mężczyzn był jedną z konkurencji rozgrywanych podczas I Mistrzostw Europy w Turynie. Zawody zostały rozegrane w piątek 7 września 1934 roku na Stadionie im. Benito Mussoliniego w Turynie. Zwycięzcą tej konkurencji został niemiecki zawodnik Gustav Wegner. W rywalizacji wzięło udział jedenastu zawodników z dziewięciu reprezentacji. Wszyscy zawodnicy zaliczyli w eliminacjach wymaganą wysokość 3,60 metra.

## Finał
| Miejsce | Zawodnik            | Najdłuższy skok |
| ------- | ------------------- | --------------- |
| 1       | Gustav Wegner       | 4,00 m          |
| 2       | Bo Ljungberg        | 4,00 m          |
| 3       | John Lindroth       | 3,90 m          |
| 4       | Viktor Zsuffka      | 3,90 m          |
| 5       | Pierre Ramadier     | 3,90 m          |
| 6       | Danilo Innocenti    | 3,80 m          |
| 7       | Evald Äärma         | 3,80 m          |
| 7       | Bror Henry Lindblad | 3,80 m          |
| 7       | Robert Vintousky    | 3,80 m          |
| 10      | Ljuben Dojczew      | 3,70 m          |
| 10      | Adolf Meier         | 3,70 m          |